# Gottlieb Siegfried Bayer
Gottlieb Siegfried Bayer (5./6. ledna 1694 Královec – 21. února 1738 Petrohrad) byl německý filolog a odborník na starověké dějiny, působící v Rusku.
Když se koncem 20. let 18. století stala centrem vědeckého života v Rusku Petrohradská akademie věd, založená roku 1725 za přispění cara Petra I., nebyli zpočátku k dispozici ruští vzdělanci. Proto první generaci učenců tvořili v akademii vesměs cizinci, získaní v zahraničí. Teprve od počátku 40. let se uplatnila vlastní ruská inteligence, kterou Petr I. často posílal studovat do zahraničí
Statutem akademie bylo zřízeno mimo jiné také místo „akademika pro dějiny starší a nynější“. Jako první je zastával německý filolog z Königsbergu Gottlieb Siegfried Bayer. V Petrohradě se začal zabývat ruským „starověkem“ – nejstaršími ruskými dějinami a jako první nadhodil problém normanského původu rurikovské dynastie i Rusů samých. Svoje poznatky publikoval v práci De Varagis v časopise Commentarii Academiae Petropolitanae v letech 1728–1738.